# Песчаная улица (Сестрорецк)
Песча́ная у́лица — улица в городе Сестрорецке Курортного района Санкт-Петербурга, в историческом районе Тарховка. Проходит севернее и параллельно Тарховской улицы.
Название было присвоено 20 сентября 2006 года по характеру местности.
Проектом планировки предполагается, что Песчаная улица превратится в магистраль с развязкой на перекрёстке с Приморским шоссе.